# Горец земноводный
Горе́ц земново́дный (лат. Persicaria amphibia) — вид травянистых растений рода Персикария (Persicaria) семейства Гречишные (Polygonaceae). Встречается под тривиальным названием водяная гречиха.

## Ботаническое описание
Многолетнее растение. Корневище ползучее, ветвистое, в узлах укореняется. Стебель высотой 50-150 см, прямой, простой, ветвистый, у водной формы (var. natans Leyss) сильно удлинённый, гибкий. Листья у сухопутной формы продолговато-ланцетные, почти сидячие, прижато-волосистые, у водной — блестящие, с длинными черешками, продолговатые, с округлой или сердцевидной основой. Цветки собраны в плотные колосья на конце стебля или на концах его ветвей. Околоцветник ярко-розовый или белый. Плод — чёрный, блестящий орешек, выпуклый с обеих сторон. Цветёт в июне — сентябре. Плоды созревают в августе — сентябре.

## Распространение и экология
Голарктический вид. Встречается в Евразии, Северной Африке, Северной и Южной Америке.
Сухопутная форма вырастает на песчаных и глинистых берегах, приречных лугах, водная форма — в медленно текущих или стоячих водах, в поймах рек, в старицах, озёрах, прудах.

## Значение и применение
На Северном Урале осенью поедается северным оленем (Rangifer tarandus). Служит кормом уткам и другим домашним птицам.
Растение содержит дубильные вещества (в корневищах — 18 — 21,7 %, в листьях — 5 — 10 %), алкалоиды, аскорбиновую кислоту (в листьях — до 31 мг%).
В народной медицине употребляли корневище и листья. Корневище применяли как вяжущее, мочегонное средство при почечнокаменной болезни, подагре, ревматизме, невралгии, сифилисе, геморрое. Эссенцию из свежего корневища применяют в гомеопатии. Семена — ценный корм для домашней и дикой водоплавающей птицы. Растение можно использовать как декоративное в водоёмах.

## Классификация

### Таксономия
- Persicaria amphibia (L.) Delarbre, 1800, Fl. Auvergne , ed. 2: 519

Вид Горец земноводный относится к роду Горец (Persicaria) семейства  Гречишные (Polygonaceae) порядка Гвоздичноцветные (Caryophyllales) последовательно входящего в клады Суперастериды → Эвдикоты → Цветковые растения. Таксономическая схема в соответствии с Системой APG IV  по состоянию на декабрь 2023 года:
|  |                          |  |                                   |                                   |                     |  | еще 40 семейств | еще 40 семейств |                       |  |                        |  | еще 65 подтвержденных видов и 209 видов в статусе "неподтвержденных" | еще 65 подтвержденных видов и 209 видов в статусе "неподтвержденных" |  |
|  |                          |  |                                   |                                   |                     |  | еще 40 семейств | еще 40 семейств |                       |  |                        |  | еще 65 подтвержденных видов и 209 видов в статусе "неподтвержденных" | еще 65 подтвержденных видов и 209 видов в статусе "неподтвержденных" |  |
|  |                          |  |                                   | порядок Гвоздичноцветные          |                     |  |                 |                 | род Горец             |  |                        |  |                                                                      |                                                                      |  |
|  |                          |  |                                   | порядок Гвоздичноцветные          |                     |  |                 |                 | род Горец             |  | 1 внутривидовой таксон |  |                                                                      |                                                                      |  |
|  | клада Цветковые растения |  |                                   |                                   | семейство Гречишные |  |                 |                 | вид Горец земноводный |  |                        |  |                                                                      |                                                                      |  |
|  | клада Цветковые растения |  |                                   |                                   |                     |  |                 |                 |                       |  |                        |  |                                                                      |                                                                      |  |
|  |                          |  | ещё 63 порядка цветковых растений | ещё 63 порядка цветковых растений |                     |  |                 | еще 60 родов    | еще 60 родов          |  |                        |  |                                                                      |                                                                      |  |
|  |                          |  |                                   | ещё 63 порядка цветковых растений |                     |  |                 |                 | еще 60 родов          |  |                        |  |                                                                      |                                                                      |  |

### Синонимы
- Chulusium amphibium (L.) Raf.
- Chulusium fluitans Raf.
- Chulusium natans Raf.
- Persicaria amphibia (L.) Gray
- Persicaria amphibia var. emersa (Michx.) J.C.Hickman
- Persicaria amphibia var. stipulacea (N.Coleman) H.Hara
- Persicaria amphibia var. terrestris (Leyss.) Munshi & Javeid
- Persicaria amurensis Nieuwl.
- Persicaria coccinea (Muhl. ex Willd.) Greene
- Persicaria hartwrightii (A.Gray) Greene
- Persicaria muhlenbergii (S.Watson) Small
- Polygonum amphibium L.
- Polygonum amphibium subsp. laevimarginatum Hultén
- Polygonum amphibium var. amurense Korsh.
- Polygonum amphibium var. emersum Michx.
- Polygonum amphibium var. muehlenbergii Meisn.
- Polygonum amphibium var. stipulaceum N.Coleman
- Polygonum amphibium var. terrestre Leyss.
- Polygonum amphibium var. vestitum Hemsl.
- Polygonum coccineum Muhl. ex Willd.
- Polygonum coccineum var. pratincola Stanford
- Polygonum coccineum var. rigidulum Stanford
- Polygonum emersum (Michx.) Britton
- Polygonum hartwrightii A.Gray
- Polygonum muhlenbergii S.Watson
- Polygonum natans Eaton
- Polygonum rigidulum E.Sheld.
- Polygonum salicifolium Schur